# Dortmunder Mitternachtsmission
Die Dortmunder Mitternachtsmission ist ein gemeinnütziger eingetragener Verein im Dachverband der Diakonie mit Sitz in Dortmund. Er unterhält eine Fachberatungsstelle für Prostituierte und ist anerkannte spezialisierte Fachberatungsstelle für Betroffene von Ausbeutung, Menschenhandel und Zwangsprostitution. Beratungen werden online, vor Ort in verschiedenen Bordellbetrieben sowie aufsuchend angeboten. Weiter betreibt die Mitternachtsmission Präventions- und Aufklärungsarbeit und bringt sich in politische Prozesse auf kommunaler, Landes- und Bundesebene zur Verbesserung der Lage von Sexarbeitenden und Betroffenen von Menschenhandel ein.
Die Dortmunder Mitternachtsmission ist Mitglied im Bundesweiten Koordinierungskreis gegen Menschenhandel (KOK). Die aktuelle Leiterin der Mitternachtsmission Andrea Hitzke ist seit 2014 Mitglied im Vorstand des KOK.
Ziele der Mitternachtsmission umfassen die Hilfe zu einem gesunden, selbstbestimmten, eigenverantwortlichen Leben in Sicherheit, angstfrei und ohne finanzielle und emotionale Abhängigkeiten, die sozialrechtliche Gleichstellung von allen in der Prostitution arbeitenden Menschen sowie die Beendigung von Diskriminierung und Kriminalisierung.

## Geschichte
Mitternachtsmissionen gründeten sich zu Beginn des 20. Jahrhunderts in mehreren deutschen Städten im Rahmen der Inneren Mission der Diakonie. Tätigkeitsschwerpunkt war die „Gefährdetenfürsorge“, insbesondere bei Prostituierten. Die Namensgebung orientierte sich an der „midnight mission“ der britischen Feministin Josephine Butler, die sich für die Rechte Prostituierter einsetzte. Die Vereinsgründung der Dortmunder Mitternachtsmission erfolgte nach ersten Treffen 1916 am 3. März 1918 im Haus des Pfarrers Donsbach in der Kielstraße 10, dieser wurde vier Wochen später auch zum ersten Vorstand des Vereins gewählt.
Die in der damaligen Satzung festgehaltenen Ziele umfassten die Arbeit an der „Rettung und Bewahrung der Söhne und Töchter unseres Volkes“, dies sollte geschehen durch „Verteilung geeigneter Druckschriften, durch seelsorgerliche Unterredung, durch Unterbringung in bestehende Zufluchts- und Rettungshäuser und Arbeitsstätten“. Die zumeist aufsuchende, in erster Linie seelsorgerische Arbeit der Mitternachtsmission mit Prostituierten stand im Gegensatz zu den gängigen repressiven Modellen der Unterbringung Prostituierter in Erziehungs- und Arbeitshäusern.
1926 nahm Anna Krauß die Arbeit als Missionsschwester auf, die sie vierzig Jahre lang fortführte. 1928 wurde eine zweite Missionsschwester angestellt, im gleichen Jahr bezog die Mitternachtsmission eine Wohnung mit Sprechzimmer und Telefonanschluss im ehemaligen Pfarrhaus Kuckelke 3. Von dort zog die Mitternachtsmission 1941 in das Bodelschwingh-Haus in der Kampstraße. Trotz erheblicher Zerstörungen während des Zweiten Weltkriegs wurde die Arbeit der Mitternachtsmission durchgehend weitergeführt.
In der Nachkriegszeit setzte die Mitternachtsmission ihre Tätigkeit fort, nachdem bereits 1950 die Bordellstraße wieder vollständig aufgebaut war. Während die Mitternachtsmission in den 1950er-Jahren noch eine Anerkennung der Prostitution als Beruf ablehnte, wandelte sich der Charakter ihrer Tätigkeit in den folgenden Jahrzehnten hin zur professionellen Sozialarbeit mit dem Ziel, der Klientel Beratung, Recht und Hilfe zu bieten.
Heute unterhält die Mitternachtsmission eine Beratungsstelle in der Dortmunder Dudenstraße und arbeitet aufsuchend in der Linienstraße in Dortmund, in anderen Bordellbetrieben und online beratend, in der Nachsorge sowie in der Präventions- und Öffentlichkeitsarbeit. 2017 wurden über 1000 Prostituierte betreut.

## Aktivitäten
1995 wurde der kommunale Runde Tisch „Menschenhandel“ im Rahmen eines Modellprojekts zu Menschenhandel der Mitternachtsmission im Auftrag des Landes NRW gegründet. 2001 folgte die Initiierung des „Runden Tisch Prostitution“ durch die Mitternachtsmission, an dem zunächst Vertreter von Staatsanwaltschaft, Polizeipräsidium und Mitternachtsmission teilnahmen. Ziel war die Umsetzung des damals geplanten und 2002 in Kraft getretenen Prostitutionsgesetzes bei Verbesserung von Arbeitsbedingungen und Lebensumständen von Sexarbeitenden. 
Aus dieser Arbeit wurde das „Dortmunder Modell“ entwickelt. In der Folge habe sich „eine hervorragende Zusammenarbeit zwischen Polizei, den Behörden und Beratungsstellen“ entwickelt. Ziele sind unter anderem die Herstellung größtmöglicher Transparenz im Prostitutionsmilieu bei gleichzeitiger Stärkung und Durchsetzung der Rechte von Prostituierten, die nach Möglichkeit ein angemeldetes und sozialversichertes Gewerbe betreiben. Parallel werden zugängliche Beratungs- und Hilfeangebote betrieben sowie die Prostitutionsstätten kontrolliert.
Das Modell wurde von der Stadt Dortmund zur Einführung des ProstG umgesetzt und bewährte sich anschließend in der Praxis. Es sei „...ein wesentlicher Schritt zur Entkriminalisierung der Prostitution und fördert die Bereitschaft der Zusammenarbeit mit Strafverfolgungsbehörden.“ In Folge der Umsetzung begannen die Prostituierten, Straftaten zu ihrem Nachteil anzuzeigen, Bordellbetreiber meldeten illegal geführte Betriebe. Das „Dortmunder Modell“ fand Nachahmer auf kommunaler Ebene und gewann Vorbildcharakter in der Bundespolitik.
2001 wurde ein Pilotprojekt „Minderjährigenprostitution - Situationsanalyse und Erarbeitung von Hilfemaßnahmen für Kinder und Jugendliche in der Prostitution“ mit zweijähriger Laufzeit durchgeführt, das wissenschaftlich begleitet wurde. Die Finanzierung erfolgte über die Stiftung deutsche Jugendmarke, dem Land NRW sowie dem Diakonischen Werk und Einzelspenden, betreut wurden 20 Kinder und Jugendliche. Dem Projekt wurde „bundesweit einmalige Pionierarbeit“ attestiert, trotzdem wurden die öffentlichen Mittel gestrichen. Die Hilfe für minderjährige Prostituierte wurde seitdem teils spendenfinanziert, inzwischen über weitere Finanzierungen durch die Stadt sowie durch Stiftungen erfolgreich fortgeführt.
Ab 2006 wurde mit dem durch das Land NRW sowie dem Europäischen Sozialfonds unterstützten Netzwerk „ProFridA – Prostituierte und von Gewalt betroffene Frauen in den Arbeitsmarkt“ das bis dahin größte Wiedereingliederungsprogramm von Prostituierten in den Arbeitsmarkt gestartet. Die Mitternachtsmission Dortmund war Träger eines der Teilprojekte, die bisherigen Erfahrungen aus Wiedereingliederungen über die Mitternachtsmission und erkannte Probleme wie die zum Studienzeitpunkt stark ansteigenden Zahlen von Eingliederungen in nur geringfügig entlohnte Tätigkeiten flossen in die Konzeption ein.
2011 wurde in NRW auf Landesebene ein „Runder Tisch Prostitution“ eingerichtet, als Mitglied arbeitete die Mitternachtsmission in den Unterarbeitsgruppen Steuern, Armutsprostitution, Gewerberecht und Sozialrecht. Der Runde Tisch leistete unter anderem Vorarbeit für das 2017 in Kraft getretene Prostituiertenschutzgesetz, die Expertise der Dortmunder Mitternachtsmission wurde auch im Entstehungsprozess des ProstSchG eingebracht. Kritikpunkte der Mitternachtsmission an vielen Bestimmungen des neuen Gesetzes blieben jedoch bestehen.
2021 positionierte sich die Mitternachtsmission in einer Anhörung im Landtag NRW gegen ein Sexkaufverbot nach dem Nordischen Modell und forderte bessere Ausstiegshilfen, rechtlichen Schutz sowie eine Verbesserung der Arbeitsbedingungen für Prostituierte.

## Preise und Auszeichnungen
1994 zeichnete die evangelische Kirche von Westfalen die Dortmunder Mitternachtsmission mit dem Förderpreis „Konziliarer Prozeß“ aus. 1996 wurde der damaligen Leiterin Jutta Geißler-Hehlke der Fritz-Henßler-Preis der SPD-Stadtratsfraktion in Dortmund verliehen. 1999 wurde die Dortmunder Mitternachtsmission in der Kategorie „Institution“ des mit 30.000 DM dotierten Preises „Frauen fördern Frauen“  bei der siebten Verleihung des Preises ausgezeichnet. Ebenfalls 1999 wurde die damalige Leiterin Jutta Geißler-Hehlke von den Mitgliedern des Pressevereins Ruhr im Deutschen Journalistenverband mit dem „Eisernen Reinoldus“ ausgezeichnet, den sie stellvertretend für ihr Team annahm.
2003 wurde Jutta Geißler-Hehlke der CityRing Dortmund verliehen. 2014 gewann das Projekt „Hilfen für Kinder von Opfern von Menschenhandel“ der Mitternachtsmission einen Sonderpreis des Agenda Siegels der Stadt Dortmund.